# 中国人民解放軍総政治部
中国人民解放軍総政治部（ちゅうごくじんみんかいほうぐんそうせいじぶ）は、中国人民解放軍の政治査察機関であった。2016年1月11日、中央軍事委員会政治工作部に改組された。

## 概要
政治委員（政治将校）制度を通じて、党の軍隊である中国人民解放軍を統制した。軍の宣伝、思想、政治、組織、規律などの諸活動について責任を負い、保衛および対外連絡活動についても責任を負った。そのため、軍法、軍事検察機関も管掌していた。

## 機構
- 主任
- 副主任×3人（現任4人）
- 主任助理×2人（現任1人）

### 内部部局
- 弁公庁
- 幹部部
- 組織部
- 宣伝部
- 連絡部 - 諜報機関
- 保衛部
- 紀律検査部
- 直属工作部

### 直属機関
- 解放軍軍事法院（中国語版）
- 解放軍軍事検察院（中国語版）
- 解放軍報社（中国語版）
- 南京政治学院（中国語版）
- 西安政治学院（中国語版）
- 解放軍国防大学軍事文化学院 - 北京
- 八一電影制片廠（中国語版） - 北京
- 中国人民革命軍事博物館 - 北京
- 解放軍新聞伝播中心広播電視部（中国語版） - 北京

## 歴代総政治部主任
1. 劉少奇（1949.10 - 1950.4）
2. 羅栄桓（1950.4 - 1956.12）
3. 譚政（1956.12 - 1961.1）
4. 羅栄桓（1960.1 - 1963.12）
5. 肖華（1964.9 - 1967.12）
6. 李徳生（1970.4 - 1973.12）
7. 張春橋（1975.1 - 1976.10）
8. 韋国清（1977.8 - 1982.9）
9. 余秋里（1982.9 - 1987.11）
10. 楊白冰（1987.11 - 1992.11）
11. 于永波（1992.11 - 2002.11）
12. 徐才厚（2002.11 - 2004.9）
13. 李継耐（2004.9 - 2012.10）
14. 張陽（2012.10 - 2016.1）